# Lepidozygus tapeinosoma
Lepidozygus tapeinosoma – gatunek morskiej ryby z rodziny garbikowatych, jedyny przedstawiciel rodzaju Lepidozygus Günther, 1862. Hodowany w akwariach morskich.

## Występowanie
Można go zaobserwować w pobliżu raf koralowych Oceanu Indyjskiego i Oceanu Spokojnego, na głębokościach od 1–30 m p.p.m

## Opis
Gatunek wyróżniający się dużą zmiennością ubarwienia w zależności od środowiska. Żywią się planktonem. Dorastają do 10 cm długości.